# Asociación de profesores de Español de Benín

La Asociación de Profesores de Español de Benín (en francés: Espagnol Teachers Association Bénin), es una organización y federación de docentes académicos profesionales, especializados para enseñar la lengua española fundada en 1997 en Cotonú, Benín. También está encargada de enseñar sobre la cultura hispánica, la literatura española, hispanoamericana y sus manifestaciones artísticas y científicas. La asociación ha servido como interlocutora entre los profesores de español y en las direcciones técnicas de los Ministerios de Educación del país africano. Desde 1997 se ha celebrado además un congreso consultivo.